# Копальня Баобаб
Копальня Баобаб – гірничодобувне підприємство на заході Сенегалу (за сотню кілометрів на схід від столиці країни Дакару), що здійснює видобуток фосфоритів.
Проект реалізують через компанію Baobab Mining and Chemicals Corporation (BMCC), що в 2016-му почала розробку родовища Гадде-Біссік (Gadde Bissik). Втім, за іншими даними, це була лише дослідно-промислова експлуатація, тоді як 20-річний дозвіл на експлуатацію отримали в 2018-му, а промислова розробка стартувала лише в 2021-му. Видобуток ведеться відкритим способом, а отримана руда після збагачення перевозиться автотранспортом до порту Дакар для відправки на експорт.
Проект передбачав вилучення 13,2 млн тонн руди з високим – 36,4% – вмістом пентаоксида фосфору, на що мало піти дещо більше за 13 років (крім того, ресурси родовища оцінювались у 39,3 млн тонн руди із вмістом пентаоксиду фосфору 18,9%). Втім, у 2021-му видобуток склав лише 0,13 млн тонн.
Власником 80% акцій BMCC з 2015-го була австралійська Avenira Limited. В 2019-му вона продала всю цю частку своїм же основними акціонерами, що давало можливість Avenira Limited зосередитись на австралійському фосфоритному проекті Вонарах. Натомість в другій половині 2022-го оголосили, що 45% участі в BMCC придбаває індійський виробник добрив Coromandel International Limited (володіє потужними комплексами з виробництва добрив у Енноре та Вішакхапатнамі, а також заводами суперфосфату в Нандесарі та Раніпеті). Також відомо, що в 2022-му весь експорт BMCC – 49 тисяч тонн – прийшовся на Індію.